# Сосновка (Якутия)
Сосновка (якут.  ) — село в Вилюйском улусе Якутии России. Входит в состав городского поселения город Вилюйск. Население — 318 чел. (2023), большинство — якуты .

## География
Село расположено на западе региона, в восточной части Центрально-Якутской равнины, в долине р. Вилюй, возле крупного озера Дябыдах-Эльгяне.
Географическое положение
Расстояние до улусного центра — города Вилюйск — 13 км..
климат
В населённом пункте, как и во всем районе, климат резко континентальный, с продолжительным зимним и коротким летним периодами. Зимой погода ясная, с низкими температурами. Устойчивые холода зимой формируются под действием обширного антициклона, охватывающего северо-восточные и центральные улусы. Средняя месячная температура воздуха в январе находится в пределах от −28˚С до −40˚С..

## История
Согласно Закону Республики Саха (Якутия) от 30 ноября 2004 года N 173-З N 353-III село вошло в образованное муниципальное образование Городское поселение город Вилюйск.
Построена на месте бывшей колонии для прокаженных, основанной в 1892 году британской путешественницей, филантропом и медсестрой Кэт Ма́рсден.

## Население
| 2002 | 2010 | 2011 | 2012 | 2013 | 2014 | 2015 | 2016 | 2017 | 2018 | 2019 |
| ---- | ---- | ---- | ---- | ---- | ---- | ---- | ---- | ---- | ---- | ---- |
| 267  | ↗303 | →303 | →303 | ↗308 | ↗314 | ↘312 | ↘311 | ↘304 | ↘298 | ↘293 |
| 2020 | 2021 | 2023 |      |      |      |      |      |      |      |      |
| ↗322 | ↗335 | ↘318 |      |      |      |      |      |      |      |      |

Национальный состав
Большинство жителей якуты.
Согласно результатам переписи 2002 года, в национальной структуре населения якуты составляли 95 % от общей численности населения в 267 чел..

## Инфраструктура
Вилюйский психоневрологический интернат имени Кэтт Марсден, учреждения здравоохранения и торговли.

## Транспорт
Выезд на автодорогу федерального значения «Вилюй».